# 国家出柜日
國家出櫃日（英語：National Coming Out Day，NCOD），每年在10月11日舉行，是增進大眾對於LGBT的意識的節日。源自於1988年的美國，初始的概念來自於女性主義和同性戀解放運動中「個人即政治」的精神，強調「對家人、朋友與同事出櫃而坦率地活著」作為最核心而基本的政治行動。他們的基礎信念是──「恐同」會在無知和無人發聲的氛圍中惡化、蔓延，而只要人們知道有他們所在意的人是同性恋，他們就不太可能會去害怕、歧視或壓迫同性恋。

## 歷史
国家出柜日由新墨西哥心理學家羅伯特·艾希貝格（Robert Eichberg）和洛杉磯LGBT活動家Jean O'Leary於1988年成立。他也是個人成長工作坊的創始人。

## 外部連結
- 國家出櫃日（美國）
- 國家出櫃日（瑞士） （页面存档备份，存于）
- RUComingOut - Real Life Coming Out stories